# Tengen 1981
Il Tengen 1981 è stata la settima edizione del torneo goistico giapponese Tengen. 

## Svolgimento
- W indica vittoria col bianco
- B indica vittoria col nero
- X indica la sconfitta
- +R indica che la partita si è conclusa per abbandono
- +N indica lo scarto dei punti a fine partita
- +F indica la vittoria per forfeit
- +T indica la vittoria per timeout
- +? indica una vittoria con scarto sconosciuto
- V indica una vittoria in cui non si conosce scarto e colore del giocatore

### Torneo
|  | Primo turno        | Primo turno |  |  | Secondo turno     | Secondo turno |                 |                  | Terzo turno | Terzo turno |  |  | Semifinale | Semifinale |  |  | Finale | Finale |
|  |                    |             |  |  |                   |               |                 |                  |             |             |  |  |            |            |  |  |        |        |
|  | Kōichi Kobayashi   | B+10,5      |  |  |                   |               |                 |                  |             |             |  |  |            |            |  |  |        |        |
|  | Katsuji Kada       |             |  |  | Kōichi Kobayashi  | B+9,5         |                 |                  |             |             |  |  |            |            |  |  |        |        |
|  | Naoki Miyamoto     | W+R         |  |  | Naoki Miyamoto    |               |                 |                  |             |             |  |  |            |            |  |  |        |        |
|  | Masaki Takemiya    |             |  |  |                   |               |                 | Kōichi Kobayashi | B+R         |             |  |  |            |            |  |  |        |        |
|  | Kunihisa Honda     | W+5,5       |  |  | Kunihisa Honda    |               |                 |                  |             |             |  |  |            |            |  |  |        |        |
|  | Norio Kudo         |             |  |  | Kunihisa Honda    | W+R           |                 |                  |             |             |  |  |            |            |  |  |        |        |
|  | Kunio Ishii        | W+R         |  |  | Kunio Ishii       |               |                 |                  |             |             |  |  |            |            |  |  |        |        |
|  | Yoichi Yoshida     |             |  |  |                   |               |                 | Kōichi Kobayashi | B+R         |             |  |  |            |            |  |  |        |        |
|  | Goro Miyazawa      | B+R         |  |  | Goro Miyazawa     |               |                 |                  |             |             |  |  |            |            |  |  |        |        |
|  | Yoshimi Hashimoto  |             |  |  | Goro Miyazawa     | W+R           |                 |                  |             |             |  |  |            |            |  |  |        |        |
|  | Tetsuya Kiyonari   | B+R         |  |  | Tetsuya Kiyonari  |               |                 |                  |             |             |  |  |            |            |  |  |        |        |
|  | Hideo Otake        |             |  |  |                   |               | Goro Miyazawa   | W+3,5            |             |             |  |  |            |            |  |  |        |        |
|  | Tatsuaki Iwata     | B+R         |  |  | Tatsuaki Iwata    |               |                 |                  |             |             |  |  |            |            |  |  |        |        |
|  | Toshio Kori        |             |  |  | Tatsuaki Iwata    | B+R           |                 |                  |             |             |  |  |            |            |  |  |        |        |
|  | Yuichi Sonoda      | B+R         |  |  | Yuichi Sonoda     |               |                 |                  |             |             |  |  |            |            |  |  |        |        |
|  | Tadanao Kurosawa   |             |  |  |                   |               |                 | Kōichi Kobayashi | W+0,5       |             |  |  |            |            |  |  |        |        |
|  | Shoji Hashimoto    | B+R         |  |  | Shoji Hashimoto   |               |                 |                  |             |             |  |  |            |            |  |  |        |        |
|  | Masamichi Kawamura |             |  |  | Shoji Hashimoto   | B+0,5         |                 |                  |             |             |  |  |            |            |  |  |        |        |
|  | Cho Chikun         | W+R         |  |  | Cho Chikun        |               |                 |                  |             |             |  |  |            |            |  |  |        |        |
|  | Toshiro Yamabe     |             |  |  |                   |               | Shoji Hashimoto | W+3,5            |             |             |  |  |            |            |  |  |        |        |
|  | Satsuo Ushinohama  | B+R         |  |  | Satsuo Ushinohama |               |                 |                  |             |             |  |  |            |            |  |  |        |        |
|  | Reiko Kobayashi    |             |  |  | Satsuo Ushinohama | B+R           |                 |                  |             |             |  |  |            |            |  |  |        |        |
|  | Toshi Hoshino      | W+3,5       |  |  | Toshi Hoshino     |               |                 |                  |             |             |  |  |            |            |  |  |        |        |
|  | Shuchi Kubouchi    |             |  |  |                   |               | Shoji Hashimoto | W+4,5            |             |             |  |  |            |            |  |  |        |        |
|  | Yoshio Ishida      | B+R         |  |  | Yoshio Ishida     |               |                 |                  |             |             |  |  |            |            |  |  |        |        |
|  | Shin Tainaka       |             |  |  | Yoshio Ishida     | B+1,5         |                 |                  |             |             |  |  |            |            |  |  |        |        |
|  | Rin Kaiho          | B+R         |  |  | Rin Kaiho         |               |                 |                  |             |             |  |  |            |            |  |  |        |        |
|  | Takeo Kajiwara     |             |  |  |                   |               | Yoshio Ishida   | W+R              |             |             |  |  |            |            |  |  |        |        |
|  | Hideyuki Fujisawa  | W+8,5       |  |  | Hideyuki Fujisawa |               |                 |                  |             |             |  |  |            |            |  |  |        |        |
|  | Eio Sakata         |             |  |  | Hideyuki Fujisawa | W+R           |                 |                  |             |             |  |  |            |            |  |  |        |        |
|  | Shoichi Takagi     | B+R         |  |  | Shoichi Takagi    |               |                 |                  |             |             |  |  |            |            |  |  |        |        |
|  | Satoru Kobayashi   |             |  |  |                   |               |                 |                  |             |             |  |  |            |            |  |  |        |        |

### Finale
La finale è una sfida al meglio delle cinque partite. Il detentore Masao Katō ha affrontato lo sfidante scelto attraverso il processo di selezione.